# Jiaxing
Jiaxing (嘉兴S, JiāxīngP) è una città-prefettura della Cina nella provincia dello Zhejiang.